# Жерехово (Владимирская область)
Жерехово — село в Собинском районе Владимирской области России, входит в состав Толпуховского сельского поселения.

## География
Село расположено в 6 км на северо-запад от центра поселения деревни Толпухово и в 21 км на север от райцентра города Собинка.

## История
В течение нескольких веков село Жерехово принадлежало старинному дворянскому роду Всеволожских. В книгах патриаршего казенного приказа под 1628 годом оно значится вотчиною «Татьяны Ивановой дочери Ивановской жены Никитина сына Всеволоцкого» (впоследствии её внук Василий Петрович Всеволоцкой и его потомки более двух веков владели соседним — менее 6 км — сельцом Орехово). «145-151 и 155 г.г. за Рафом да за Астрадамом Родивоновыми детьми Всеволожскими старинная вотчина, что они выкупили в 134 <1626> г. у тётки своей у вдове Татьяны Ивановские жены Никитина сына Всеволожского село Жерохово, на рчк. Кобылье голове…». В переписных писцовых Владимирских книгах 1703 года Жерехово показано вотчиной окольничего Тимофея Васильевича Чеглокова (женатого на дочери Астрадама Всеволожского Анастасии, двоюродной сестре дочери Рафа Всеволожского Евфимии, знаменитой «царской невесты» Алексея Михайловича Тишайшего), а в 1731 году – вотчиной адъютанта Алексея Степановича Всеволожского (праправнука Рафа Всеволожского). Под 1746 годом в книгах патриаршего казенного приказа Жерехово показано снова вотчиной окольничего Т.В. Чеглокова. Церковь села Жерехова в книгах патриаршего казенного приказа под 1628 годом записана во имя преподобного Сергия Чудотворца, в писцовых Владимирских книгах 1653 года у этой церкви значится двор попов, в приходе 43 двора, пашни церковной 10 четвертей в поле и сена 30 копен. В переписных писцовых книгах 1703 года при Сергиевской церкви значится поп Семион, в приходе 61 двор, пашни церковной 5 четвертей в поле и сена 20 копен. В 1731 году вместо обветшавшей деревянной Сергиевской церкви в Жерехове владельцем села Алексеем Степановичем Всеволожским построена каменная столпообразная церковь во имя преподобного Сергия с приделом в честь Святителя и Чудотворца Николая. При ней одновременно поставлена была шатровая колокольня. Другая церковь в честь Боголюбской иконы Божией Матери построена в 1869 году; обе церкви в 1887 году были обновлены внутри и снаружи, а в 1889 году обнесены новой каменной оградою. Приход состоит из села и деревень: Никулиной, Б. Таратинки и М. Таратинки. Всех дворов в приходе 113, душ мужского пола 312, женского 367. В 1882 году в селе Жерехове была открыта церковно-приходская школа.
Последним владельцем имения Жерехово из рода Всеволожских был старший сын Сергея Алексеевича — Николай Сергеевич Всеволожский. В 1848 году он продал родовую вотчину графу Валериану Николаевичу Зубову, по завещанию которого имение в 1857  году перешло к княгине Наталье Владимировне Оболенской (урождённой Мезенцовой). Её муж, князь Сергей Александрович, с 1870  года носил тройную фамилию Оболенский-Нелединский-Мелецкий. Из троих их сыновей имение наследовал младший — Платон (1850—1913). В советское время усадьба не осталась без внимания, в 1946 году здесь организовали дом отдыха «Владимирский». На базе здравницы в 1990-х годах создали Жереховский психоневрологический интернат на 205 мест, который функционирует здесь и по сей день.
В конце XIX — начале XX века село входило в состав Ставровской волости Владимирского уезда.
С 1929 года село входило с состав Добрынинского сельсовета Ставровского района, с 1932 года — в составе Собинского района, с 1945 года — вновь в составе Ставровского района, с 1965 года — в составе Собинского района, с 1976 года — в составе Толпуховского сельсовета, с 2005 года — в составе Толпуховского сельского поселения.

## Население
| 1859 | 1905 | 1926 | 2002 | 2010 | 2021 |
| ---- | ---- | ---- | ---- | ---- | ---- |
| 318  | ↗364 | ↘256 | ↗331 | ↗357 | ↘133 |

## Инфраструктура
В селе расположены Жереховский психоневрологический интернат, отделение почтовой связи 601230.

## Достопримечательности
В селе находится действующая Церковь Сергия Радонежского (1731), полуразрушенная Церковь Боголюбской иконы Божией Матери (1869), ансамбль усадьбы Оболенских XVIII-XIX веков.